# Fongueusemare
Fongueusemare é uma comuna francesa na região administrativa da Normandia, no departamento de Sena Marítimo. Estende-se por uma área de 12,14 km². Em 2010 a comuna tinha 192 habitantes (densidade: 15,8 hab./km²).